# Saucrobotys fumoferalis
Saucrobotys fumoferalis là một loài bướm đêm trong họ Crambidae.